# Villar de Torre
Villar de Torre è un comune spagnolo di 283 abitanti situato nella comunità autonoma di La Rioja.